# Ciclo cellulare

Schema del ciclo cellulare. I=Interfase, M=fase mitotica. La durata delle varie fasi non è in proporzione.

Il ciclo cellulare, o ciclo di divisione cellulare (CDC), è la serie di eventi che avvengono in una cellula eucariote tra una divisione cellulare e quella successiva. La sua durata varia col variare della specie, del tipo di cellula e delle condizioni di crescita. Negli organismi pluricellulari alcune cellule una volta raggiunta la maturità perdono la capacità di dividersi.

## Aspetti generali
Il ciclo cellulare è un processo geneticamente controllato, costituito da una serie di eventi coordinati e dipendenti tra loro dai quali dipende la corretta proliferazione delle cellule eucariotiche. Gli eventi molecolari che controllano il ciclo cellulare sono ordinati e direzionali: ogni processo è la diretta conseguenza dell'evento precedente ed è la causa di quello successivo. È caratterizzato da cinque fasi: fase G1, fase S, fase G2, mitosi e citocinesi (o citodieresi); G sta per "Gap" (Intervallo); S sta per "Synthesis" (Sintesi).
Molti geni coinvolti nella progressione del ciclo cellulare sono stati individuati agli inizi degli anni settanta grazie ad uno studio condotto da Lee Hartwell e collaboratori sul lievito Saccharomyces cerevisiae, un microrganismo eucariote unicellulare che si presta molto bene alle analisi genetiche; grazie a questo lavoro furono isolati e caratterizzati mutanti che presentavano alterazioni nelle diverse fasi del ciclo cellulare (Hartwell, 1974).
Nelle cellule eucariote la progressione attraverso le varie fasi del ciclo cellulare risulta essere finemente regolata dalle chinasi ciclina-dipendenti o CDK (Cyclin-dependent Kinases) una famiglia di proteine la cui attività dipende dalla loro associazione con delle subunità proteiche regolative dette cicline; queste ultime sono proteine instabili, sintetizzate e degradate periodicamente, che si accumulano in fasi del ciclo specifiche e che non solo attivano le CDK, ma ne determinano anche la specificità di substrato. Leland H. Hartwell, R. Timothy Hunt e Paul M. Nurse hanno vinto nel 2001 il Premio Nobel per la Medicina per la scoperta del ruolo centrale di queste molecole nel ciclo cellulare. Le scoperte sono state ottenute studiando il ciclo cellulare rispettivamente nel lievito gemmante Saccharomyces cerevisiae, nelle uova del riccio di mare Sphaerechinus granularis e nel lievito a fissione Schizosaccharomyces pombe.
Negli eucarioti multicellulari la necessità di rispondere a una maggiore quantità di stimoli esterni ed interni ha permesso l'evoluzione di molteplici e diverse CDK: i vari complessi CDK - ciclina che si formano durante il ciclo cellulare di tali organismi cambiano sia per quanto riguarda la subunità regolatoria (ciclina) sia per quanto riguarda la subunità catalitica (CDK). 
In ogni periodo del ciclo cellulare è presente quindi un solo tipo di complesso CDK - ciclina cataliticamente attivo e, a seconda del complesso formatosi, vengono fosforilate molecole bersaglio differenti.
Oltre all'azione regolatoria della ciclina, il complesso CDK - ciclina è anche soggetto all'azione di inibitori in grado di legarsi a tale complesso e di renderne inattiva la subunità catalitica: questa classe di proteine prende il nome di CKI (CDK Inhibitors). Inoltre, determinati siti della subunità catalitica delle CDK risultano essere bersaglio di molte chinasi e fosfatasi che, determinando lo stato di fosforilazione del complesso, ne modulano più finemente la sua attività.

## Fasi del ciclo cellulare
Il ciclo cellulare si suddivide in due fasi, la fase M (suddivisa ulteriormente in mitosi e citodieresi) e l'interfase. Quest'ultima è  ulteriormente suddivisa in tre fasi: G1, S e G2.
Affinché l'informazione genetica venga correttamente trasmessa dalla cellula madre alle cellule figlie, il genoma deve essere prima duplicato durante la fase S e in seguito i cromosomi sono segregati nelle due cellule figlie durante la fase M. La fase M è a sua volta composta da due processi strettamente collegati: la mitosi, durante la quale i cromosomi della cellula sono divisi in due nuclei geneticamente identici al nucleo madre e destinati alle future cellule figlie, e la citocinesi o citodieresi, che comporta la divisione del citoplasma della cellula e la formazione effettiva di due cellule distinte.

## I punti di controllo
Nel ciclo cellulare sono presenti dei punti di controllo o checkpoints, localizzati a livello delle transizioni G1/S e G2/M. Infatti, nel ciclo tra le fasi S ed M sono interposti normalmente due periodi di tempo detti "gap": G1 fra la fine della mitosi e l'inizio della fase S e G2 fra il termine della fase S e l'inizio della fase M. In questi periodi di tempo si ha la maggior parte della sintesi proteica con conseguente aumento della massa cellulare e la realizzazione dei controlli che impediscono l'inizio della fase successiva se non è stata completata quella precedente. Le fasi G1 e G2 sono quelle che possono subire la maggior variabilità di durata e in alcuni casi particolari possono anche essere eliminate, contrariamente alle fasi S e M che sono essenziali e che rappresentano due eventi chiave del ciclo cellulare.
L'insieme delle fasi G1, S e G2 è globalmente identificato come interfase.
Si dice che le cellule che hanno smesso di dividersi, in modo temporaneo o irreversibile, sono in uno stato di quiescenza (fase G0). Le cellule nervose e quelle striate dei muscoli scheletrici, ad esempio, rimangono in questo stadio per tutta la vita dell'organismo.
Le cellule che non vanno più incontro a divisione in seguito ad invecchiamento o a danneggiamento del DNA sono invece chiamate senescenti.
È da osservare che la mitosi produce sempre due cellule geneticamente identiche alle cellula madre e che la maggior parte degli organuli citoplasmatici si distribuisce casualmente nelle cellule figlie.

## Nelle varie specie

### Meccanismi molecolari comuni
Uno fra i cicli cellulari più semplice è quello del lievito Saccharomyces cerevisiae, nel quale è presente una sola chinasi ciclina dipendente (CdK) chiamata Cdc28 e due sole classi di cicline: G1 (Cln) e B (Clb).
Nella fase G1 del ciclo cellulare è attiva la trascrizione del gene che codifica una particolare ciclina di fase G1 della Cln3, che sembra agire da sensore della massa cellulare. Infatti quando la cellula raggiunge la sua massa critica, la concentrazione di questa ciclina aumenta, ed associandosi con Cdc28 attiva un complesso programma trascrizionale che comprende fra gli altri i geni codificanti le cicline Cln1, Cln2, Clb5 e Clb6. Ciò porta alla formazione dei complessi Cln1/2-Cdc28 responsabili della formazione della gemma (la cellula figlia) e della duplicazione del corpo polare del fuso. Anche le cicline Clb5/6 si associano alla CdK formando il complesso Clb5/6-Cdc28 la cui attività chinasica è però bloccata attraverso il legame dell'inibitore Sic1. Quando la concentrazione del complesso Cln1/2-Cdc28 ha raggiunto una soglia critica, questo è in grado di fosforilare Sic1, indirizzandolo verso la degradazione e permettendo l'attivazione dei complessi Clb5/6-Cdc28 sino a quel momento accumulati che a loro volta fosforilano e degradano Sic1, mantenendone bassi i livelli. Questa attivazione è direttamente responsabile dell'inizio della replicazione del DNA a livello delle origini di replicazione, sulle quali è assemblato il complesso di pre-replicazione (pre-RC). In seguito all'utilizzo dell'origine di replicazione, il complesso Clb5/6-Cdc28 converte il pre-RC nel post-RC, impedendo che quella stessa origine sia riutilizzata prima della successiva fase S. 
In tarda fase S si ha la trascrizione dei geni codificanti le cicline Clb3 e Clb4 ed alla loro associazione con Cdc28, necessaria per l'entrata in mitosi e l'allungamento del fuso mitotico, che in Saccharomyces cerevisiae avviene immediatamente al termine della fase S.
In altri organismi, invece, a questo punto si ha la fosforilazione della CdK da parte della chinasi Wee1 (presente anche in lievito), la quale inattiva i complessi Clb-Cdc28 che si vanno via via accumulando. Quando giunge il segnale di "via libera" la fosfatasi Cdc25 interviene eliminando il gruppo fosfato sul complesso Clb-Cdc28, il quale attivandosi porta alla fosforilazione ed inattivazione di Swe1, in un feedback positivo che produce un rapido aumento della forma attiva di Clb-Cdc28, portando all'entrata in mitosi. Il complesso Clb-Cdc28 quindi attiva il complesso promuovente l'anafase (APC) il quale, grazie all'associazione con Cdc20, va ad indurre la degradazione di una serie di proteine fra cui la securina (Pds1). La degradazione di quest'ultima porta alla liberazione della separasi (Esp1) che permette il taglio delle coesine che mantengono legati i cromatidi fratelli, permettendone la migrazione ai poli opposti della cellula. L'associazione dell'APC con la proteina Cdh1 induce inoltre la degradazione di tutte le cicline di tipo B, provocando il crollo dell'attività di Cdc28, con la conseguente uscita dalla mitosi. La perdita di attività di Cdc28, privo di cicline, porta anche al riassemblamento dei complessi pre-RC sulle origini di replicazione, alla possibilità di accumulare nuovamente l'inibitore Sic1, nonché alla trascrizione delle cicline di fase G1 (Cln)... ed un altro ciclo può ricominciare

### Negli eucarioti superiori

#### Sistema di controllo
Il sistema di controllo del ciclo cellulare è costituito da una famiglia di proteine che regolano l'entrata della cellula nei diversi stadi del ciclo cellulare, fungendo come una sorta di interruttori binari rigidamente programmati che possono essere alternativamente in uno stato "spento" e in uno stato "acceso", senza possibilità intermedie e in modo irreversibile. Sono inoltre in grado di rilevare il comportamento della cellula durante il ciclo cellulare, così da ritardare l'entrata in una determinata fase qualora la cellula non fosse ancora pronta perché, ad esempio, non risponde a requisiti essenziali per il passaggio da una fase all'altra. Una volta che la cellula ha completato tutti i cambiamenti essenziali per passare di fase durante il ritardo concesso dal sistema di controllo, il ciclo può riprendere, a patto che i tempi necessari non siano troppo lunghi. Il sistema di controllo, dal momento che svolge un compito fondamentale per la cellula, è molto affidabile, ma non è identico in tutte le cellule, presenta quindi un certo grado di adattabilità, riesce inoltre a ovviare alla mancanza di suoi componenti non essenziali per la prosecuzione del ciclo. Nella maggior parte delle cellule degli eucarioti superiori, il sistema di controllo possiede tre stazioni regolatrici fondamentali per la prosecuzione del ciclo cellulare dette punti di controllo (checkpoints). Qualora la cellula rilevasse problemi al suo interno o all'esterno può scatenare meccanismi che bloccano il ciclo cellulare in uno di questi tre punti.
- il punto di restrizione è il primo punto di controllo del ciclo cellulare, collocato alla fine della fase G1. Superandolo, la cellula inizia a duplicare il proprio DNA entrando nella fase S. Ciò che permette il superamento del controllo è essenzialmente un ambiente extracellulare ed intracellulare favorevole.
- Il punto di controllo G2/M è il secondo, posto alla fine di G2. Il suo superamento permette l'entrata nella fase M e quindi l'inizio del processo della mitosi, a partire dalla profase, fino ad un punto intermedio tra la metafase e l'anafase. Permette il superamento del controllo un ambiente favorevole e l'avvenuta replicazione del DNA.
- La transizione metafase-anafase è il terzo punto di controllo, posto proprio tra queste due sottofasi della fase M, il suo superamento porta alla disgiunzione dei cromatidi fratelli allineati all'equatore della cellula e al completamento della mitosi e della citodieresi. Permette il superamento del controllo l'allineamento dei cromosomi all'equatore e la loro corretta connessione con il fuso mitotico.

#### Cdk e cicline
Le chinasi dipendenti da ciclina (Cdk, Cyclin-dependent kinase) e le cicline sono le due classi di proteine fondamentali che costituiscono il sistema di controllo del ciclo cellulare. Le Cdk sono proteine chinasi attivate in modo specifico da un tipo corrispondente di ciclina, mentre quando non sono coniugate a questa restano inattive e non possono fosforilare proteine a valle. Le cicline a loro volta sono le principali proteine regolatrici delle Cdk e la loro sintesi varia in base alla fase del ciclo cellulare, da qui il loro nome. Esistono quattro classi di cicline: le cicline G1, G1/S, S e G2/M. Le ultime tre sono presenti in tutte le cellule eucarioti. I complessi derivanti dall'unione delle cicline con le Cdk corrispondenti prendono lo stesso nome (G1-Cdk, G1/S-Cdk, S-Cdk e G2/M-Cdk).
- Le cicline G1 sono normalmente trascritte durante la fase G1 del ciclo cellulare, sono anche chiamate cicline D e nei mammiferi ne esistono tre diversi tipi: ciclina D1, D2 e D3. Le proteine Cdk partner a cui si uniscono sono Cdk4 e Cdk6. La loro funzione è quella di controllare l'attività delle cicline G1/S.
- Le cicline G1/S sono ampiamente trascritte nella fase G1 tardiva e in questa fase si legano alle Cdk potendo così oltrepassare il punto di controllo Start. Non appena la cellula entra in fase S i livelli di questa ciclina crollano. Nei vertebrati questa ciclina è la E e si lega a Cdk2.
- Le cicline S vengono trascritte già nella fase G1 tardiva ma raggiungono la massima concentrazione non appena la cellula ha oltrepassato il punto di controllo Start e perdurano sino alla transizione da metafase ad anafase della fase M del ciclo, dopodiché i livelli crollano bruscamente. Nei vertebrati il tipo di ciclina è la A e si lega a Cdk1 e Cdk2. Queste cicline stimolano la duplicazione dei cromosomi e partecipano alla regolazione delle prime fasi della mitosi.
- Le cicline G2/M vengono trascritte a partire dall'inizio della fase G2 sino all'anafase della fase M, dopodiché crollano in favore delle cicline G1. La ciclina di questo tipo nei vertebrati è la B e si lega a Cdk1. Queste cicline stimolano l'ingresso nella mitosi.

In realtà l'attivazione di una specifica Cdk non comporta il semplice attacco della specifica ciclina. Una Cdk può esistere in tre stati, uno inattivo, uno parzialmente attivo e uno completamente attivo. Nello stato inattivo la Cdk ha legato ATP in un dominio della proteina, mentre il suo sito attivo è bloccato da una regione specifica della proteina stessa detta ansa T. Quando la ciclina specifica per quella determinata Cdk vi si lega, l'ansa T viene spostata e il sito attivo viene esposto, così la ciclina si lega a Cdk, attivandola parzialmente. A questo punto interviene una protein chinasi CAK (Cdk-activating kinase) che fosforila la Cdk su un residuo di treonina dell'ansa T e le fa cambiare forma, attivandola completamente e permettendole di fosforilare proteine a valle, che sono diverse per ciascun complesso Cdk-ciclina. In questo compito sembra essere aiutata dalla stessa ciclina che lega. L'attività di un complesso Cdk-ciclina può essere inibita da una chinasi detta Wee1, che fosforila due residui posti nel sito attivo della Cdk, inibendola. I fosfati aggiunti possono essere rimossi dalla fosfatasi Cdc25, facendo ritornare attiva la Cdk. Questo tipo di regolazione è particolarmente attivo nei confronti dei complessi M-Cdk. In alternativa, un complesso Cdk-ciclina può essere inibito da una classe di otto proteine nota come CKI (Cdk-dependent kinase inhibitor proteins), in particolare i complessi Cdk G1/S e Cdk-S. Queste proteine si legano al complesso Cdk-ciclina (si legano in particolare sia a Cdk che alla ciclina che al dominio legante ATP di Cdk) modificando la conformazione del sito attivo così da inattivarlo. Mutazioni nelle CKI sono fattori di rischio importanti per alcuni tumori, in particolare mutazioni nel gene CDKN2A (meglio nota col nome di p16) aumentano il rischio di sviluppare melanoma e adenocarcinoma del pancreas. Altre CKI molto note sono p21 (CDKN1A) e p27 (CDKN1B).

#### I complessi SCF e APC/C
Per oltrepassare i primi due punti di controllo della cellula cioè Start e il punto di controllo G2/M è necessaria l'attivazione di specifici complessi Cdk-ciclina (rispettivamente Cdk G1/S e Cdk G2/M), ma per poter oltrepassare il terzo, posto nella transizione tra metafase ed anafase della mitosi, non è necessaria l'attivazione di un ulteriore complesso Cdk-ciclina, ma la proteolisi di alcune proteine precedentemente attive. Ci sono due complessi che aiutano a regolare i sistemi di controllo e sono il complesso SCF e il complesso APC/C.
- Il complesso SCF è così chiamato dal nome delle sue tre subunità ed è un'ubiquitina ligasi particolarmente attiva durante la fase G1 tardiva del ciclo cellulare, ma attiva comunque in tutte le sue fasi. Questo complesso si lega ad alcune CKI precedentemente fosforilate da chinasi in siti specifici, ubiquitinandole con l'aiuto degli enzimi ubiquitinanti E1 ed E2. In particolare, una proteina F-box si lega al complesso SCF, riconosce la CKI fosforilata, vi si lega e mediante il legame segnala a SCF la necessità di ubiquitinarla. Le viene perciò aggiunta una catena di ubiquitina che è un segnale di degradazione, poi la CKI viene trasportata nel proteasoma dove viene demolita. SCF non è in grado di ubiquitinare CKI non fosforilate.
- Il complesso APC/C detto anche ciclosoma, è anch'esso un'ubiquitina ligasi, ma è attiva in particolare durante la fase M del ciclo cellulare, precisamente nel passaggio tra metafase ed anafase, di cui è il vero determinante; resta attivo anche durante l'inizio di G1 per poi essere inattivato nella fase G1 tardiva. Regola dunque il terzo punto di controllo del ciclo cellulare. Per prima cosa APC/C ubiquitina la securina, una proteina fondamentale che collabora nel tenere unite le coppie di cromatidi fratelli durante la metafase. La sua ubiquitinazione e distruzione nel proteasoma è un primo passo nei processi dell'anafase. APC/C, una volta attivato dalla subunità Cdc20 che vi si lega (o da Cdh1 verso la fine della mitosi), sempre con l'aiuto degli enzimi ubiquitinanti E1 ed E2 agisce sulle cicline S e sulle cicline M (ciclina A e ciclina B), ubiquitinandole e destinandole alla distruzione, inattivando così in complessi S-Cdk e M-Cdk (da qui il crollo della loro attività tra metafase e anafase). Questa inattivazione è il segnale più importante per oltrepassare il punto di controllo rappresentato dalla transizione tra metafase e anafase. Quelle proteine che erano state fosforilate da S-Cdk, vengono defosforilate da molte fosfatasi e cessano la loro attività.

#### Regolazione della fase S
Durante la fase S del ciclo cellulare il genoma della cellula viene replicato al fine di ottenerne due copie identiche. Tuttavia la preparazione della cellula per la replicazione avviene prima dell'inizio della fase S, già nella fase G1 tardiva. In questa fase per fare in modo che la duplicazione dei cromosomi avvenga una sola volta un complesso di proteine iniziatrici chiamato nell'insieme complesso prereplicativo (pre-RC, pre-Replication Complex) si lega alle origini di replicazione, che sono in numero variabile in ciascun cromosoma. Solo le origini di replicazione in cui in fase G1 è legato un complesso pre-replicativo possono poi essere funzionali. Il complesso pre-RC è formato dal complesso di riconoscimento dell'origine (ORC, Origin Recognition Complex) che si lega all'origine della replicazione assieme alle proteine Cdc6 e Cdt1 (una per ciascuna parte di ORC); successivamente a Cdc6 e Cdt1 si lega l'elicasi Mcm formata da sei subunità che formano un anello avvolgente il DNA. Il complesso pre-RC è inibito dall'attività di S-Cdk e attivato dal complesso APC/C che è ancora attivo in questa fase e si spegnerà subito dopo con il passaggio dalla fase G1 alla fase S. All'inizio della fase S l'attivazione dei complessi S-Cdk permette la formazione di un complesso proteico più grande di quello pre-replicativo, detto complesso di preinizio. Di questo complesso fanno parte le elicasi Mcm che svolgono la doppia elica e polimerasi che iniziano la sintesi del nuovo filamento. Contemporaneamente il complesso pre-RC viene parzialmente smontato (perde Cdc6 che viene fosforilata da Cdk e degradata e Cdt1 che viene inibita dalla geminina che a sua volta è inibita e ubiquitinata da APC/C) e non può essere riassemblato sino alla successiva fase G1 tardiva dal momento che APC/C è spento durante la fase S ed M (sino alla transizione tra metafase ed anafase quando viene riattivato). L'attivazione del complesso di pre-inizio è attuata dalla fosforilazione di ORC da parte di S-Cdk. A questo punto, dopo che molte altre proteine necessarie alla sintesi del DNA vengono caricate (tra cui le polimerasi e la loro pinza PCNA) inizia la replicazione del DNA che si completa quando la cellula è pronta ad entrare dalla fase S alla fase G2. I complessi S-Cdk svolgono un ruolo fondamentale quali fattori di trascrizione per i geni di tutti gli istoni, dal momento che anche questi devono essere duplicati insieme al DNA durante la fase S. Quando i cromosomi sono stati duplicati ciascuno è composto da una coppia di cromatidi fratelli che sono uniti da anelli proteici formati dalla coesina. La coesina è un complesso formato dall'aggregazione delle proteine Smc1 e Smc3 che si legano fra loro mediante un dominio a cerniera, mentre con l'altro dominio ATPasico si legano rispettivamente alle proteine Scc1 e Scc3. Si forma così un vero e proprio anello che abbraccia i due cromatidi fratelli. Nella transizione tra anafase e metafase la distruzione di questo anello contribuisce alla separazione dei cromatidi fratelli.